# Bahnhof Lugano

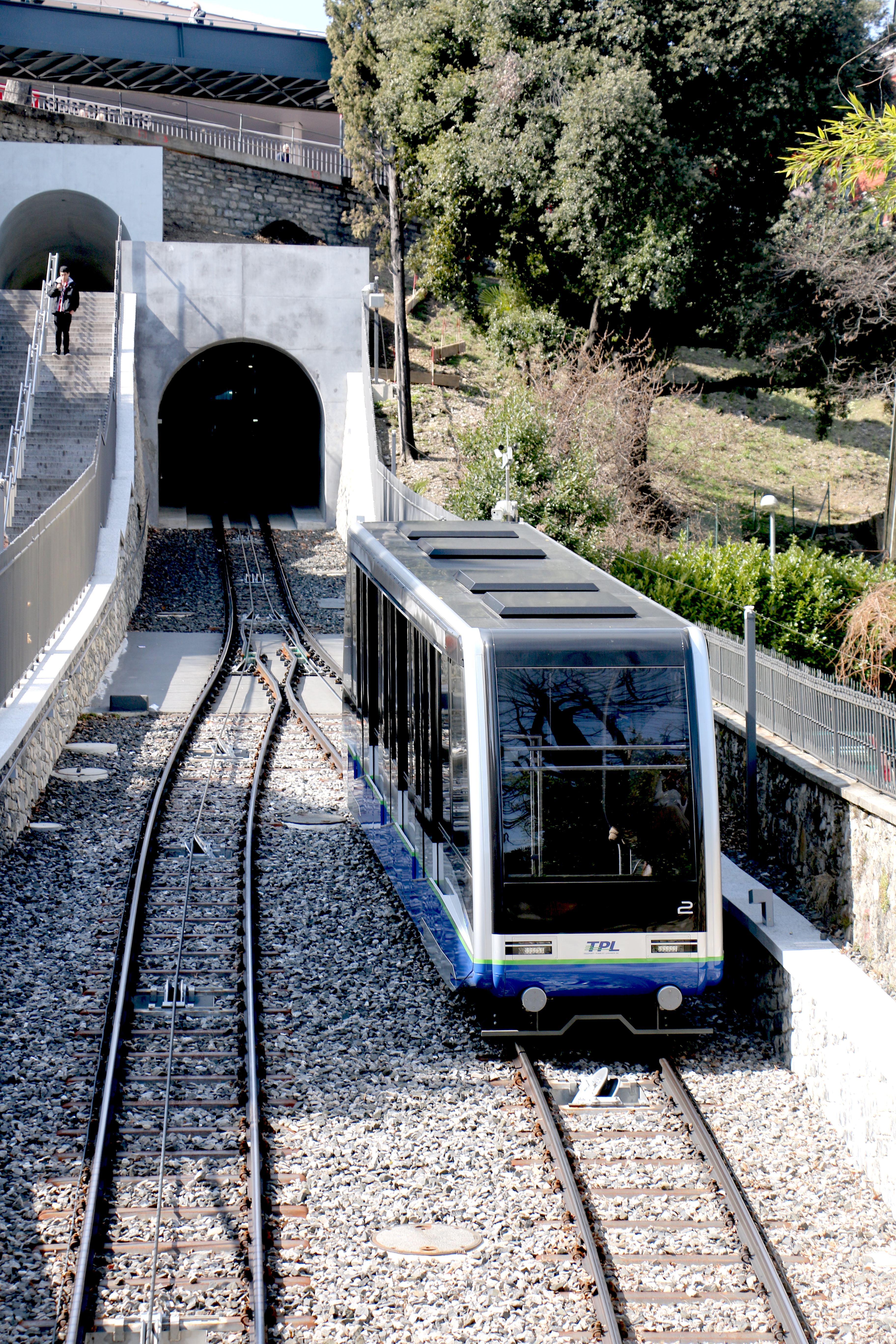
Standseilbahn Lugano–Bahnhof SBB, Blick Richtung Bahnhof

Der Bahnhof Lugano ist der Bahnhof der Schweizerischen Bundesbahnen in der Stadt Lugano und ist eine Station der Gotthardbahn. Er ist auch Ausgangspunkt der Lugano-Ponte-Tresa-Bahn (FLP) und  der Standseilbahn Lugano–Bahnhof SBB, die ihn mit dem tiefer gelegenen Stadtzentrum verbindet. Der Bahnhof Lugano ist der einzige Bahnhof der Stadt Lugano. Die SBB-Haltestelle mit dem Namen Paradiso befindet sich etwa zwei Kilometer südlich vom Bahnhof Lugano in der eigenständigen Gemeinde Paradiso.

## Geschichte
Das Zeitalter der Eisenbahn begann in Lugano im Jahre 1874, als die Tessiner Talbahnen hier ihren Ausgangspunkt der Strecke nach Chiasso hatten. 1882 folgte mit den Eröffnungen der Scheiteltunnel am Gotthard und am Monte Ceneri die Inbetriebnahme der Gotthardbahn. Zunächst wurde am 10. April 1882 der Bahnhof Lugano zur Durchgangsstation, als die Linie via Monte Ceneri nach Bellinzona verlängert wurde, ehe am 1. Juni desselben Jahres der durchgehende Betrieb aufgenommen werden konnte. Seit 1886 verbindet eine Standseilbahn den in erhöhter Lage gelegenen Bahnhof mit dem Luganeser Stadtzentrum. Die beiden Wagen benötigen für die 220 Meter lange Strecke rund zwei Minuten. 1909 wurde der Bahnhof zum Anschlussbahnhof für die 1967 wieder eingestellte Lugano-Tesserete-Bahn. Die meterspurige Bahn hatte ein eigenes Empfangsgebäude am Rande des Bahnhofplatzes. 1912 folgte mit der heute noch verkehrenden Lugano-Ponte-Tresa-Bahn eine zweite Meterspurbahn – beide verfügten über eine Gleisverbindung zueinander. Der FLP-Bahnhof liegt in einem Einschnitt unterhalb des Bahnhofplatzes. Ebenfalls bediente die Strassenbahn Lugano den Bahnhof. 1998 wurde der Bahnhof unter der Leitung des Architekten Aurelio Galfetti umfassenden Sanierungsarbeiten unterzogen. Der Bahnhof und die Standseilbahn der TPL wurden 2014–2016 erneuert.

## Anlage und Empfangsgebäude
Der SBB-Bahnhof umfasst vier Gleise, derjenige der FLP deren zwei. Güterverkehr wird keiner abgewickelt, für diesen wurde in den 1970er-Jahren der Güterbahnhof Lugano-Vedeggio samt einer Stichstrecke von Taverne-Torricella her errichtet. Fahrplanmässig werden die vier Bahnsteiggleise meist nach folgendem Schema genutzt:
- Gleis 1: S10 nach Chiasso und Albate-Camerlata
- Gleis 2: Fernverkehrszüge nach Chiasso und Milano Centrale
- Gleis 3: Alle Fernverkehrszüge in Richtung Deutschschweiz (auch in Lugano endende)
- Gleis 4: S10 in Richtung Castione/Biasca

Das aus mehreren Flügeln bestehende Empfangsgebäude ist im Stile anderer Gotthardbahnhöfe wie Arth-Goldau, Brunnen oder Bellinzona erstellt. Die Fassade ist im Zuge umfassender Renovierungsarbeiten am gesamten Gebäude seit 2014 in einem Rotton gehalten.
Im Bahnhof finden sich diverse Einrichtungen der SBB, so ein Reisezentrum mit Ticketschalter, sowie das Centro Medico.

## Verkehr
Lugano ist für den Fernverkehr der zweitwichtigste Bahnhof im Kanton Tessin hinter Bellinzona. Auch im Regionalverkehr wird er von drei Linien der S-Bahn Tessin bedient, deren operativer Betrieb von TILO und FLP ausgeführt wird.

### Fernverkehr
- Zürich HB – Bellinzona – Milano Centrale (– Venezia S. L.)
- Zürich HB – Bellinzona – Milano Lambrate – Bologna Centrale/Genova P.P. (– Sestri Levante)   (je ein Zugpaar)
- Basel SBB – Luzern – Bellinzona – Milano Centrale   teilweise zusätzlich TT
- Frankfurt – Basel SBB – (→ Bellinzona / ← Brig) – Milano Centrale   TT (ein Zug)

- 2 Zürich HB – Zug – Lugano  FZ BZ FS RZ , im Sommer zusätzlich
- 21 Basel SBB – Luzern – Lugano  FZ BZ FS RZ , im Sommer zusätzlich
- Arth-Goldau – Göschenen – Lugano    (Gotthard-Panorama-Express, nur im Sommer)

### Regionalverkehr
- RE 80 Locarno – Cadenazzo – (Ceneri-Basistunnel –) Lugano – Mendrisio – Chiasso – Como San Giovanni – Monza – Milano Centrale (TILO)

S-Bahn
- S 10 (Airolo –) Biasca – Bellinzona – Giubiasco – (Ceneri-Basistunnel –) Lugano – Mendrisio – Chiasso – Como San Giovanni (TILO)
- S 60 Lugano – Ponte Tresa (FLP)
- S 90 Bellinzona – Giubiasco – Rivera-Bironico – Lugano – Mendrisio – Chiasso – Como San Giovanni (TILO)

## Zukunft
- Im Rahmen der zweiten NEAT-Etappe mit der Verlängerung des Ceneri-Basistunnels und der Bahnumfahrung Bellinzona war vorgesehen gewesen, die Fernverkehrszüge von den Bahnhöfen Bellinzona und Lugano abzuziehen und die beiden Halte stattdessen in einem neuen Bahnhof Ticino Sud bei Camorino zu verbinden, welcher mit S-Bahn-Zügen mit Bellinzona und Lugano verbunden worden wäre. 2007 jedoch haben die SBB von solchen Plänen Abstand genommen und sehen die Halte von Fernverkehrszügen weiterhin an den Bahnhöfen Bellinzona und Lugano vor.
- Mit dem Aufbau eines neuen Strassenbahnnetzes in Lugano soll die FLP in dieses integriert werden und auf dem Stadtgebiet von Lugano eine andere Linienführung erhalten. Ob die bisherige Linienführung beibehalten wird, ist unklar. Der Bahnhof Lugano würde mit einer unterirdischen Haltestelle ans Netz angeschlossen.[3]

## Galerie

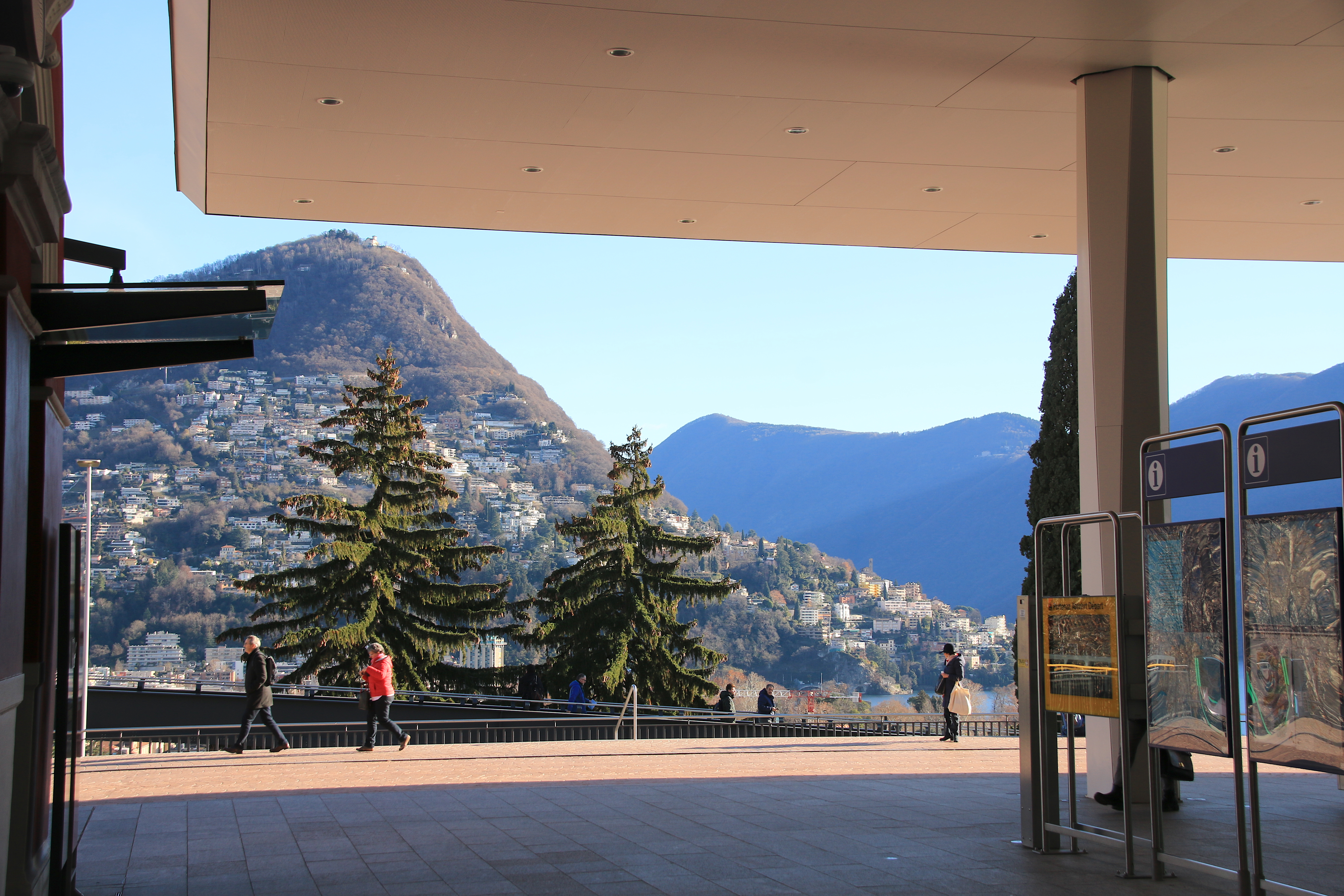
Empfangsbereich Bahnhof Lugano mit Monte Brè im Hintergrund (2018)
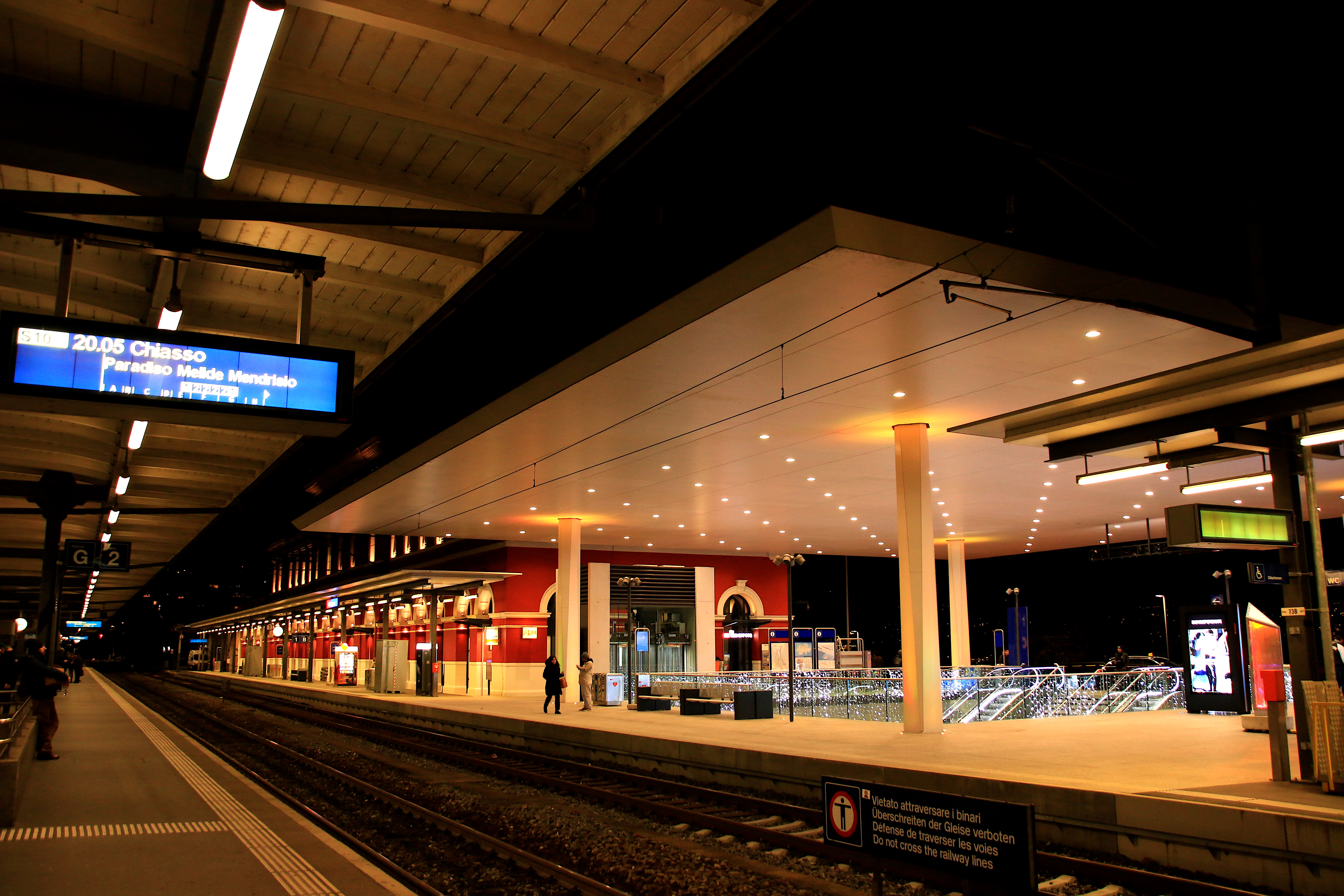
Bahnhof Lugano in der Nacht (2018)
Luftbild von Walter Mittelholzer (1919)